# Palaeotype submarginata
Palaeotype submarginata là một loài bướm đêm thuộc phân họ Arctiinae, họ Erebidae.